# Боханский район
Бо́ханский райо́н (бур. Боохоной аймаг) — административно-территориальное образование (район) и муниципальное образование (муниципальный район) в Иркутской области России. Входит в состав Усть-Ордынского Бурятского округа.
Административный центр — посёлок Бохан.

## География
Боханский район располагается к северу от Иркутска на правобережье Ангары, гранича по ней с юга на север (около 120 км) с Усольским, Черемховским, Аларским районами, и занимает к востоку на 100 с небольшим километров всю долину реки Иды, правого притока Ангары. На севере район граничит с Осинским, на востоке — с Эхирит-Булагатским, на юге — с Иркутским районами области.

### Климат
Климат резко континентальный, с продолжительной холодной зимой и относительно жарким и коротким летом. В среднем выпадает 300—350 мм осадков в год. Высота снежного покрова составляет в среднем 25—40 см. В течение года преобладают ветры северо-западного и юго-восточного направления.

## История
На территории Боханского района люди компактно проживали уже более 200 тыс. лет назад. В пространстве от с. Олонки до устья р. Осы в настоящее время выявлено более сорока исторических памятников — мест стоянок древнего человека. Стоянка вблизи с. Буреть — одно из древнейших поселений человека. Проживавшие позднее курыканы, предки бурят, занимались загонной охотой, коневодством, разведением верблюдов, крупного и мелкого скота, культурным растениеводством, имели письменность.
В начале 1922 года решением президиума ВЦИК в составе РСФСР была создана Бурят-Монгольская автономная область, в которую вошли Тункинский, Селенгинский, Эхирит-Булагатский, Аларский и Боханский аймаки. Этот год и стал датой основания Боханского района. В 1927 году в аймаке насчитывалось 5 841 хозяйство, из них бедняцких 3 188, середняцких 2 489, остальные — зажиточные крестьяне. На одно хозяйство приходилось 5,77 десятины пахотной земли, лошадей — 2,3, всего рогатого скота — 15,57. Кустарную промышленность района представляли 67 водяных мельниц, 37 смолокуренных, 2 сапожных, 5 шерстобитных, 2 самокатных, 34 бондарных мастерских, 29 кожевенных заводов. Жители аймака также занимались рыбной ловлей и охотой.
С 1923 года в районе появились первые кооперативные объединения: ТОЗы, кредитные товарищества. Наиболее крупные кредитные товарищества объединяли на добровольных началах до 10 деревень или улусов, в составе до 50 членов товарищества. В 1925—1926 годах образовывались коммуны. Коллективизация сопровождалась широкими репрессивными действиями по отношению к крестьянству. В этот период до 20 % крестьянских семей были подвергнуты тем или иным насильственным действиям, в результате часть крестьян подлежала высылке, часть, распродав хозяйство, была вынуждена бежать в города. Первые колхозы базировались на старой, примитивной технике, на конной тягловой силе, вручную засевали, обмолачивали конными молотилками. Первый трактор марки «Фордзон» в районе появился у колхоза «Шунтинская сельхозартель» в 1927 году. В 1930 году для проведения коллективизации с фабрики «Скороход» прибыли ленинградские рабочие. Окончательно колхозный строй сформировался к началу Великой Отечественной войны, тогда организованно работали 88 колхозов, 5 МТС.
Постановлением ЦИК СССР от 26 сентября 1937 года в составе Иркутской области был образован Усть-Ордынский Бурят-Монгольский национальный округ. К июню 1941 года в округ входили 5 аймаков, 48 сельских советов, 732 населённых пункта.
11 февраля 1944 года часть территории Боханского района была передана в новый Осинский район.
9 декабря 1959 года к Боханскому району была присоединена часть территории упразднённого Кировского района.
В 2010 году администрация муниципального образования «Боханский район» открыла свой официальный сайт.

## Население
| 1939    | 1959    | 1970    | 1979    | 1989    | 2002    | 2009    |
| ------- | ------- | ------- | ------- | ------- | ------- | ------- |
| 31 995  | ↘27 034 | ↗48 541 | ↘26 724 | ↘26 722 | ↗26 897 | ↗27 485 |
| 2010    | 2011    | 2012    | 2013    | 2014    | 2015    | 2016    |
| ↘25 398 | ↗25 404 | ↘25 231 | ↗25 244 | ↘25 043 | ↘24 975 | ↘24 943 |
| 2017    | 2021    |         |         |         |         |         |
| ↘24 923 | ↗25 050 |         |         |         |         |         |

## Муниципально-территориальное устройство
В рамках организации местного самоуправления в Боханском районе было образовано 13 муниципальных образований со статусом сельских поселений:
| №  | Муниципальное образование | Административный центр | Количество населённых пунктов | Население (чел.) | Площадь (км²) |
| -- | ------------------------- | ---------------------- | ----------------------------- | ---------------- | ------------- |
| 1  | Александровское           | село Александровское   | 3                             | ↘1510            | 216,16        |
| 2  | Бохан                     | посёлок Бохан          | 1                             | ↘5132            | 6,91          |
| 3  | Буреть                    | село Буреть            | 4                             | ↘1411            | 126,96        |
| 4  | Казачье                   | село Казачье           | 7                             | ↘1586            | 264,69        |
| 5  | Каменка                   | село Каменка           | 11                            | ↘1454            | 299,99        |
| 6  | Новая Ида                 | село Новая Ида         | 6                             | ↘1691            | 289,73        |
| 7  | Олонки                    | село Олонки            | 5                             | ↘2863            | 309,33        |
| 8  | Середкино                 | деревня Середкина      | 4                             | ↗1174            | 201,01        |
| 9  | Тараса                    | село Тараса            | 5                             | ↗1690            | 306,35        |
| 10 | Тихоновка                 | село Тихоновка         | 3                             | ↗1547            | 215,67        |
| 11 | Укыр                      | село Укыр              | 7                             | →1322            | 271,95        |
| 12 | Хохорск                   | село Хохорск           | 7                             | ↗2184            | 410,09        |
| 13 | Шаралдай                  | село Дундай            | 9                             | ↗1359            | 749,10        |

### Населённые пункты
В Боханском районе 72 населённых пункта.
| №  | Населённый пункт | Тип     | Население | Муниципальное образование |
| -- | ---------------- | ------- | --------- | ------------------------- |
| 1  | Александровское  | село    | ↘1595     | Александровское           |
| 2  | Базой            | деревня | ↘2        | Шаралдай                  |
| 3  | Байханова        | деревня | →3        | Казачье                   |
| 4  | Бохан            | посёлок | ↘5127     | Бохан                     |
| 5  | Булак            | деревня | ↘128      | Новая Ида                 |
| 6  | Буреть           | село    | ↗1084     | Буреть                    |
| 7  | Буреть           | деревня | →166      | Тараса                    |
| 8  | Быргазова        | деревня | ↗160      | Буреть                    |
| 9  | Вантеевская      | заимка  | →15       | Каменка                   |
| 10 | Вершина          | деревня | ↗329      | Шаралдай                  |
| 11 | Веселая Поляна   | посёлок | →16       | Шаралдай                  |
| 12 | Воробьевка       | деревня | ↘200      | Олонки                    |
| 13 | Граничная        | деревня | →12       | Шаралдай                  |
| 14 | Грехневка        | заимка  | ↗167      | Олонки                    |
| 15 | Гречехан         | заимка  | ↘102      | Каменка                   |
| 16 | Гречехан         | деревня | ↘120      | Новая Ида                 |
| 17 | Грязная          | деревня | ↗145      | Буреть                    |
| 18 | Донская          | деревня | ↘124      | Середкино                 |
| 19 | Дундай           | село    | ↘618      | Шаралдай                  |
| 20 | Ершова           | деревня | ↘70       | Казачье                   |
| 21 | Заведение        | посёлок | →0        | Тараса                    |
| 22 | Заглик           | деревня | ↗252      | Новая Ида                 |
| 23 | Захаровская      | заимка  | →132      | Олонки                    |
| 24 | Ида              | посёлок | ↘32       | Шаралдай                  |
| 25 | Ижилха           | деревня | ↗415      | Хохорск                   |
| 26 | Казачье          | село    | ↗1125     | Казачье                   |
| 27 | Калашникова      | заимка  | ↘102      | Каменка                   |
| 28 | Каменка          | село    | ↘835      | Каменка                   |
| 29 | Картыгей         | деревня | ↗84       | Середкино                 |
| 30 | Ключи            | деревня | ↗36       | Александровское           |
| 31 | Крюкова          | деревня | ↘131      | Казачье                   |
| 32 | Кулакова         | деревня | ↗151      | Тараса                    |
| 33 | Лаврентьевская   | деревня | ↘69       | Укыр                      |
| 34 | Логанова         | деревня | →178      | Казачье                   |
| 35 | Макаровская      | заимка  | ↘43       | Каменка                   |
| 36 | Манькова         | деревня | ↗210      | Укыр                      |
| 37 | Махонькина       | заимка  | →4        | Каменка                   |
| 38 | Морозова         | деревня | ↘273      | Каменка                   |
| 39 | Мутинова         | деревня | ↗145      | Середкино                 |
| 40 | Нашата           | деревня | ↗170      | Шаралдай                  |
| 41 | Новая Ида        | село    | ↗253      | Новая Ида                 |
| 42 | Нововоскресенка  | деревня | ↘131      | Хохорск                   |
| 43 | Новый Алендарь   | деревня | ↘138      | Тараса                    |
| 44 | Олонки           | село    | ↘2259     | Олонки                    |
| 45 | Парамоновка      | деревня | →19       | Тихоновка                 |
| 46 | Пашкова          | заимка  | ↘15       | Каменка                   |
| 47 | Петрограновка    | деревня | ↗186      | Укыр                      |
| 48 | Русиновка        | деревня | ↘247      | Хохорск                   |
| 49 | Середкина        | деревня | ↘828      | Середкино                 |
| 50 | Склянка          | заимка  | →9        | Каменка                   |
| 51 | Тараса           | село    | ↘1198     | Тараса                    |
| 52 | Тачигир          | деревня | ↗63       | Укыр                      |
| 53 | Тихоновка        | село    | ↘1479     | Тихоновка                 |
| 54 | Тымырей          | деревня | →57       | Казачье                   |
| 55 | Тыргур           | заимка  | ↘0        | Каменка                   |
| 56 | Угольная         | деревня | ↘100      | Каменка                   |
| 57 | Укыр             | село    | ↗566      | Укыр                      |
| 58 | Усолье-Жилкино   | село    | ↘35       | Александровское           |
| 59 | Усть-Тараса      | деревня | ↗739      | Новая Ида                 |
| 60 | Усть-Укыр        | деревня | ↘58       | Укыр                      |
| 61 | Хандагай         | деревня | ↗241      | Новая Ида                 |
| 62 | Харагун          | деревня | →174      | Шаралдай                  |
| 63 | Харатирген       | деревня | ↗525      | Хохорск                   |
| 64 | Херетин          | деревня | ↘102      | Хохорск                   |
| 65 | Хонзой           | деревня | ↗49       | Шаралдай                  |
| 66 | Хоргелок         | деревня | ↘184      | Укыр                      |
| 67 | Хохорск          | село    | ↘511      | Хохорск                   |
| 68 | Черниговская     | деревня | ↘59       | Казачье                   |
| 69 | Чилим            | деревня | ↗74       | Тихоновка                 |
| 70 | Шарагун          | деревня | ↘70       | Буреть                    |
| 71 | Шипняговка       | заимка  | →83       | Олонки                    |
| 72 | Шунта            | деревня | ↘218      | Хохорск                   |

## Сельское хозяйство
Агроклиматические условия Боханского района создают благоприятный для сельскохозяйственного производства пониженный равнинный лесостепной комплекс со спокойными, мягкими формами рельефа и небольшой расчлененностью территории речными долинами, оврагами и балками. Сумма активных температур — 1400—1700 °С. Вегетативный период тёплый и умеренно-тёплый со средними температурами июля около 17—18°С, его продолжительность — 80—125 дней. Вегетационный период начинается 4—6 мая и заканчивается 2—7 сентября, что позволяет возделывать значительный набор сельскохозяйственных культур. Лимитирующими факторами являются засушливые явления в весенне-летний период и поздние весенние и ранние осенние заморозки. Сумма температур — 1450—1550°С, осадки — 280—320 мм.
По стратегии развития Иркутской области районам Усть-Ордынского Бурятского округа отводится роль обеспечения качественными продуктами питания агломерации Большого Иркутска, для этих целей формируется агропромышленный кластер путём повышения степени переработки пищевой продукции и создание интеграционных объединений. Основу материального производства района составляет сельскохозяйственная отрасль, базирующаяся на значительных земельных ресурсах. Под сельскохозяйственное производство освоено 115601 га или 40 % территории района, в том числе под пашни 78182 га или 68 % в структуре сельхозугодий. В 2009 году пашни использовалось всего 42377 га или 54 %, в том числе под посевами 32619,5 га (99,3 % к уровню 2008 года) и 10159 га чистых паров (102 %). После перевода по осенней стихии 1690 га зерновых в кормовые, посевная площадь зерновых составила 14332 га или 92 % к уровню прошлого года, 1101 га списаны погибели и с площади 13231 га хозяйства при урожайности 13,6 центнера с гектара получили валовой сбор зерна (в весе после доработки) 17947 тонн или 90 % к уровню 2008 года. Под урожай будущего года подготовлено 13369 га пашни, в том числе 10159 га паров (102 % к уровню 2008 года). Наибольшая урожайность в СХК «Нива» — 29,6 ц/га, 108 % к уровню 2008 г.
Заготовлено кормов на 1 условную голову 25,3 ц/корм.ед. против 16,2 ц/корм.ед. 2008 года (в сред. по области 13,5 ц/к.ед. 93 %).
За последние два года хозяйства начали обновление машинно-тракторного парка. Если в 2005 году было приобретено всего 2 новых единицы, в 2006 году — 9 единиц, то уже в 2007 году — 20 единиц, в 2008 году — 27 единиц сельскохозяйственной техники, а в 2009 году всего — 7 единиц.